# Župnija Trnje

Župnija Trnje je rimskokatoliška teritorialna župnija dekanije Postojna v škofiji Koper.

## Sakralni objekti
- - župnijska cerkev
- - podružnica
- - podružnica